# Линдберг, Торстен
То́рстен Гу́став Адольф Ли́ндберг (швед. Torsten Gustav Adolf Lindberg, 14 апреля 1917, Несшё — 31 августа 2009, Мальмё) — шведский футболист, игравший на позиции вратаря, олимпийский чемпион 1948 года.

## Биография
Родился в семье администратора магазина в городе Несшё, расположенного неподалёку между трассами «Риксеттан» и E4. Футболом занимался с детства на гравийном поле неподалёку от магазина. В 17-летнем возрасте был принят в команду «Хускварна», которая играла во Втором шведском дивизионе, в зоне «Восток». В 1937 году его клуб вылетел из Второго дивизиона, и Линдберг перешёл в команду «Торд». Отыграв затем некоторое количество матчей в клубе «Эргрюте», Линдберг стал вратарём «Норрчёпинга». Там он шесть раз стал чемпионом Швеции, а также провёл 19 встреч за национальную команду. Вершиной его карьеры стали победы на Олимпиаде в Лондоне 1948 года (Швеция в финале победила Югославию со счётом 3:1) и бронзовые медали чемпионата мира 1950 года (в финальном раунде Швеция проиграла будущему чемпиону из Уругвая 3:2, была сокрушена бразильцами 7:1, а в матче за третье место победила испанцев 3:1).
Завершив игровую карьеру, он стал тренером «Норрчёпинга», которым руководил с 1953 по 1954 годы. Позднее на домашнем чемпионате мира 1958 года он помогал Джорджу Рейнору, главному тренеру сборной. Шведы тогда стали серебряными призёрами, уступив только Бразилии во главе с Пеле (это высшее достижение Швеции за всю футбольную историю). В 1960-е годы он руководил «Юргорденом», с которым выиграл два чемпионата Швеции (1964 и 1966), а также командой АИК.
Известно также, что Торстен был отличным игроком в настольный теннис и состоял в клубе «Румлаборгс», образованном в 1931 году. На сайте клуба его называют «первым великим игроком». Вместе с братьями Гуннаром и Торстеном он работал в теннисном клубе.

## Титулы

### Игрок
- Чемпион Швеции: 1943, 1945, 1946, 1947, 1948, 1952
- Обладатель Кубка Швеции: 1943, 1945
- Олимпийский чемпион: 1948
- Бронзовый призёр чемпионата мира: 1950

### Тренер
- Чемпион Швеции: 1964, 1966
- Серебряный призёр чемпионата мира: 1958